# بازماندگان (رمان)
بازماندگان (به انگلیسی: Deliverance) یک رمان اثر نویسنده اهل ایالات متحده آمریکا، جیمز دیکی است که در سال ۱۹۷۰ به زبان انگلیسی توسط هاوتن مفلین هارکورت منتشر شد. دو سال پس از انتشار کتاب (در سال ۱۹۷۲) فیلمی با همین نام به کارگردانی جان بورمن و با بازی جان ویت در ایالات متحده آمریکا منتشر شد. در سال ۱۹۹۸، سردبیران مدرن لایبرری این کتاب را در رتبه ۴۲ در لیست ۱۰۰ رمان برتر قرن بیستم برگزیدند.